# Melamphaidae
Famille
Les Melamphaidae sont une famille de poissons abyssaux, de l'ordre des Beryciformes (anciennement dans celui des Stephanoberyciformes).

## Description et caractéristiques
Cette famille a été décrite par Moore et Paxton dans le Pacifique Centre-Ouest.

### Caractères diagnostiques
Les Melamphaidae sont de petits poissons (atteignant environ 16 cm de longueur totale) avec un corps subcylindrique. La tête est grande, présentant de grandes cavités mucifères séparées par de fines crêtes. Les yeux sont petits chez la plupart des espèces. Le museau est court et abrupt. Les mâchoires sont longues, s’étendant jusqu’à ou au-delà de la marge postérieure de l’œil. Les dents sont minuscules, disposées en bandes ou en une seule rangée sur les mâchoires ; le palais est dépourvu de dents. Ils présentent une nageoire dorsale unique comportant 1 à 3 épines faibles et 9 à 18 rayons mous ; la nageoire anale possède 1 épine faible et 7 à 10 rayons mous. La nageoire caudale est précédée de 3 ou 4 épines procurrentes au niveau des lobes supérieur et inférieur. Les nageoires pelviennes, de position thoracique, ont 1 épine et 6 à 8 rayons mous ; les nageoires pectorales comptent 13 à 16 rayons. Les écailles sont fines, cycloïdes, généralement caduques, de taille modérée à très grande, avec 12 à 40 écailles en série longitudinale. La ligne latérale est réduite à 1 ou 2 écailles percées derrière le bord supérieur de l’opercule. Ces poissons n’ont ni photophores ni organes lumineux. Leur couleur est uniformément brun foncé ou noire.

### Habitat, biologie et pêche
Les Melamphaidae vivent dans les eaux méso- et bathypélagiques, à des profondeurs comprises entre 200 et 2 000 m. De nombreuses espèces sont largement réparties dans l’Atlantique et l’Indo-Pacifique. Elles se nourrissent principalement d’organismes gélatineux et de petits crustacés. Leur comportement reste peu connu. Dans le Pacifique occidental, Scopeloberyx opisthopterus, Melamphaes simus et M. danae sont des espèces naines atteignant leur maturité à des tailles inférieures à 3 cm. Les Melamphaidae sont souvent capturés dans les chaluts en eaux profondes, mais n’ont aucune importance commerciale.

## Liste des genres
Selon World Register of Marine Species (7 janvier 2025), :
- Melamphaes Günther, 1864
- Poromitra Goode & Bean, 1883
- Scopeloberyx Zugmayer, 1911
- Scopelogadus Vaillant, 1888
- Sio Moss, 1962

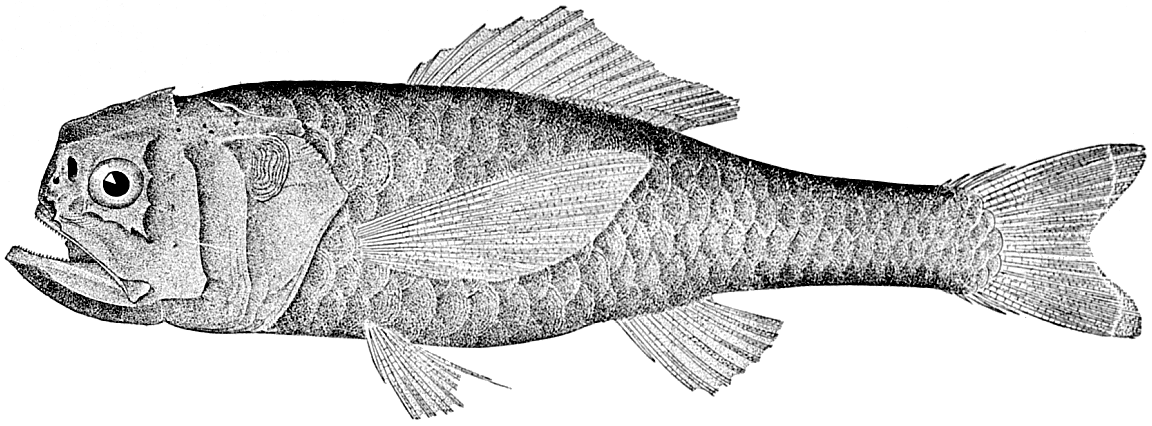
Melamphaes suborbitalis
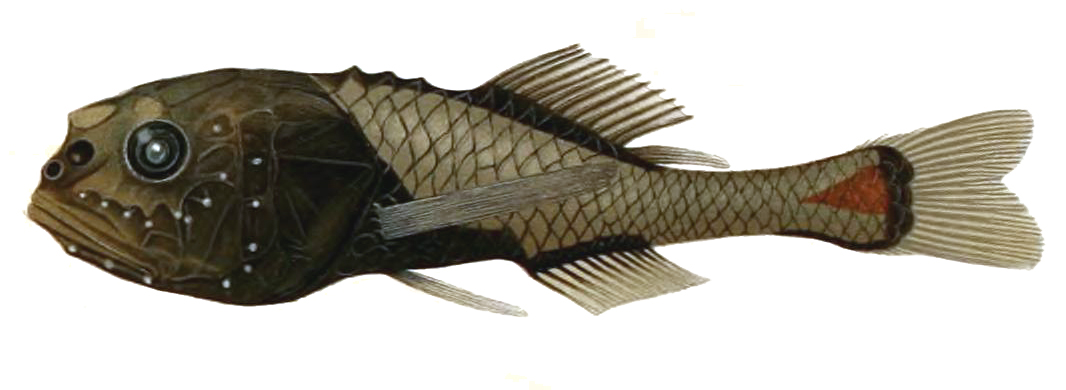
Poromitra crassiceps
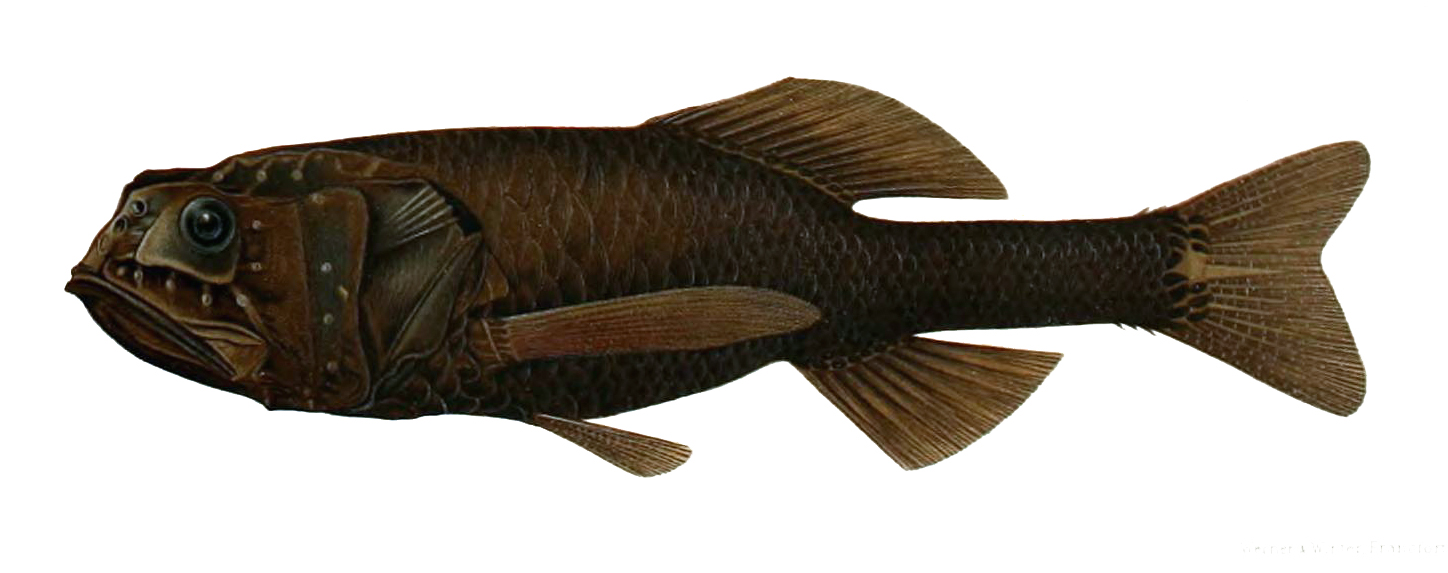
Scopeloberyx robustus
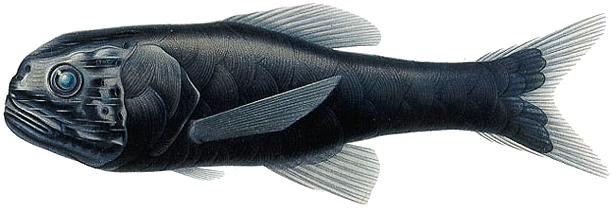
Scopelogadus mizolepis

## Systématique
Le nom valide complet (avec auteur) de ce taxon est Melamphaidae Gill, 1893.

## Étymologie
Le nom provient de mela-, signifiant « noir », et de amphaes, dérivé de amphi-, signifiant « autour », faisant vraisemblablement référence à la couleur « entièrement noire » de Melamphaes typhlops.

## Publications originales
D'après Kotlyar, le nom de la famille remonte à Gill (1893 ; page 133), qui considérait le groupe comme une sous-famille, les Melamphainae, au sein des Berycidae. En 2024, les révisions les plus récentes incluent celles de Ebeling (1962) sur Melamphaes, Moss (1962) sur Sio, Ebeling et Weed (1963) sur Scopelogadus, ainsi que celle de Ebeling et Weed (1973) sur l'ensemble de la famille, avec un accent particulier sur les espèces de l'ouest de l'Atlantique Nord. Enfin, Ebeling (1975) a étudié Poromitra. Kotlyar (1996) a fourni une revue mondiale de la famille.